# Капане-Вигаја (Болоња)
Капане-Вигаја је насеље у Италији у округу Болоња, региону Емилија-Ромања.
Према процени из 2011. у насељу је живело 28 становника. Насеље се налази на надморској висини од 468 м.